# Дворац Карачоњи у Новом Милошеву
Дворац Карачоњи у Новом Милошеву је саграђен 1857. године у Беодри (данас спојено са Новим Милошевом) и убраја се у споменике културе од великог значаја.
На свом имању дворац је саградио Ласло Карачоњи као репрезентативну резиденцијалну грађевину која својом просторном диспозицијом, волуменом и архитектонским решењем заузима доминантан положај у пространом парку. Подигнута у класицистичком стилу издужене је правоугаоне основе и има приземље и спрат. На средишњем делу фасаде се налази наглашен дубоки трем, а на угловима симетрично плитки ризалити који завршавају тимпанонима. Средишњи трем у приземном делу носе ступци правоугаоног пресека, а на спратном делу коринтски стубови са архитравом, голим фризом и троугаоним тимпаноном. Прозори су смештени у пољима између пиластера који у приземном делу имају јонске капителе и полукружне степенасте фронтоне, а на спратном коринтске капителе.
У непосредној околини дворца, у склопу имања, налазе се помоћни економски објекти: коњушнице, магацини, штале и одељења за послугу, који заједно са главном зградом дворца чине архитектонски и стилски јединствен и добро усклађен комплекс. 
Конзерваторски радови рађени су 1980, 1985. и 1991. године.

## Историјат дворца након породице Карачоњи
Дворац је пред крај Првог светског рата напуштен од стране Ласловог праунука Аладара Карачоњија. Крајем 1918. године, у току распада Аутроугарске, у дворац је упала руља која је притом опљачкала дворац и развукла инвентар. Наредне, 1919. године, у дворац се усељава Михаил Родзјанко, руски емигрант и председник руске Думе, где је живео до своје смрти 1924. године. Дворац је 1938. године продат општини Беодра, која је дворац користила као основну школу. Током Другог светског рата у дворцу је била смештена душевна болница. Након рата, у дворцу су се налазили дом за децу палих бораца, дом за беспризорну женску младеж, а од 1960. године Основна школа „Милош Попов”. Године 1980. у дворац се усељава хемијска индустрија „Хином” и ту остаје до 2000. године када одлази у стечај. Након тога дворац Карачоњи је без намене и у лошем стању.

## Галерија
- Дворац Карачоњи 1911. године
- Портик
- Антре
- Тераса портика
- Северозападна фасада